# アダム・クレイトン (サッカー選手)
アダム・クレイトン（Adam Clayton 、1989年1月14日 - ）は、イングランド・マンチェスター出身のプロサッカー選手。ドンカスター・ローヴァーズFC所属。ポジションはMF。

## 経歴

### クラブ
7歳でマンチェスター・シティFCのアカデミーに入団。2007年5月、クラブと最初のプロ契約を結んだ。2009年1月のFAカップ・ウェスト・ブロムウィッチ・アルビオンFC戦で初のベンチ入りを果たしたが、トップチームデビューは結局叶わず、レンタルで加入していたリーズ・ユナイテッドAFCに完全移籍で放出された。
2012年7月、ハダースフィールド・タウンFCに移籍。2014年8月、ミドルズブラFCに移籍。
2020年9月、バーミンガム・シティFCに移籍。
2022年1月、ドンカスター・ローヴァーズFCに1年半の契約で加入。

### 代表
U-20イングランド代表歴がある。

## 所属クラブ
ユース
- マンチェスター・シティFC 1997-2007

プロ
- マンチェスター・シティFC 2008-2010

→ カーライル・ユナイテッドFC 2009-2010 (loan)
→ リーズ・ユナイテッドAFC 2010 (loan)
- リーズ・ユナイテッドAFC 2010-2012

→ ピーターバラ・ユナイテッドFC 2010-2011 (loan)
→ ミルトン・キーンズ・ドンズFC 2011 (loan)
- ハダースフィールド・タウンFC 2012-2014
- ミドルズブラFC 2014-2020
- バーミンガム・シティFC 2020-2021
- ドンカスター・ローヴァーズFC 2022-

## タイトル
個人
- フットボールリーグ・チャンピオンシップ年間ベストイレブン: 2015-16